# Alte Hauptwache (Dresden)

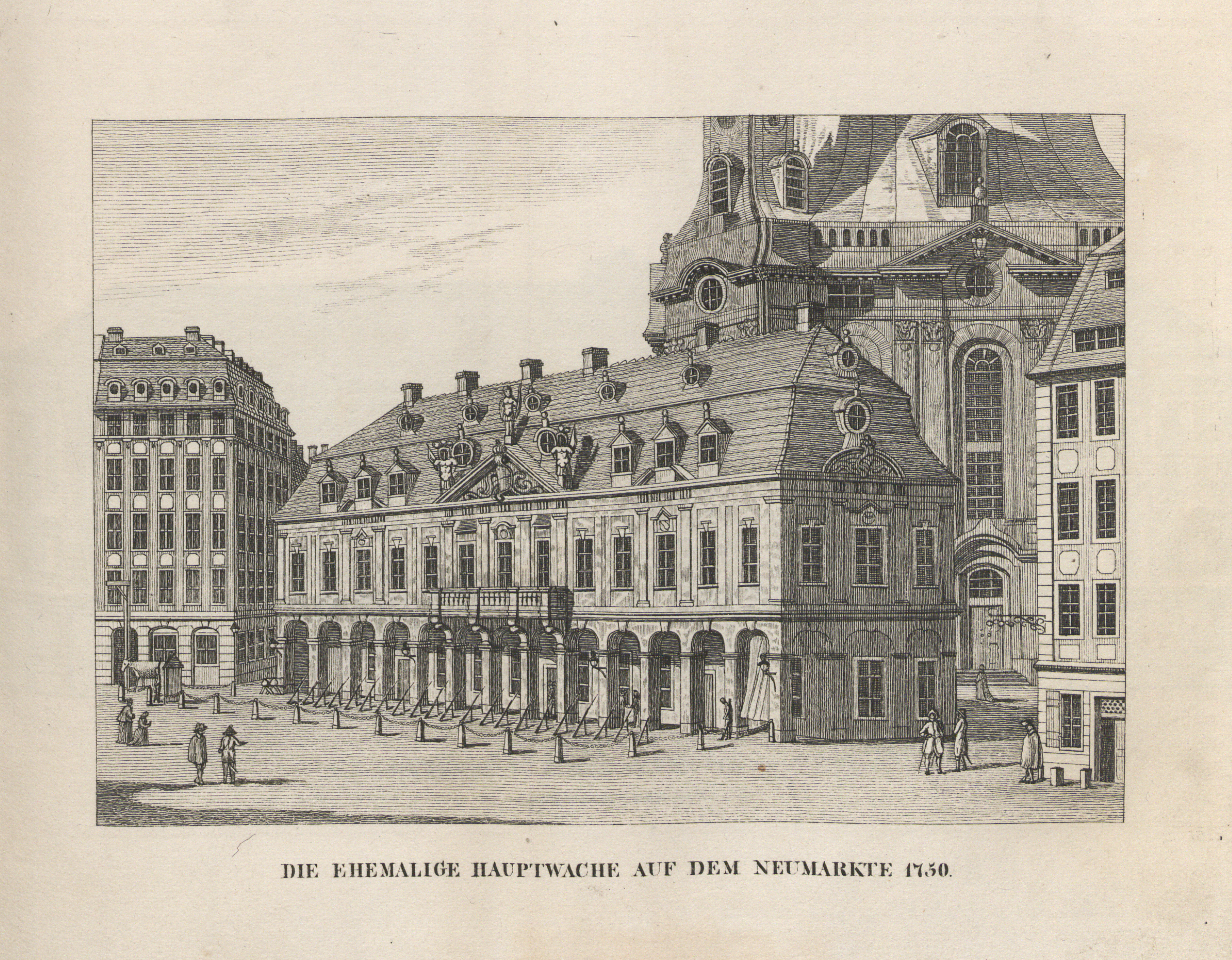
Die Alte Hauptwache

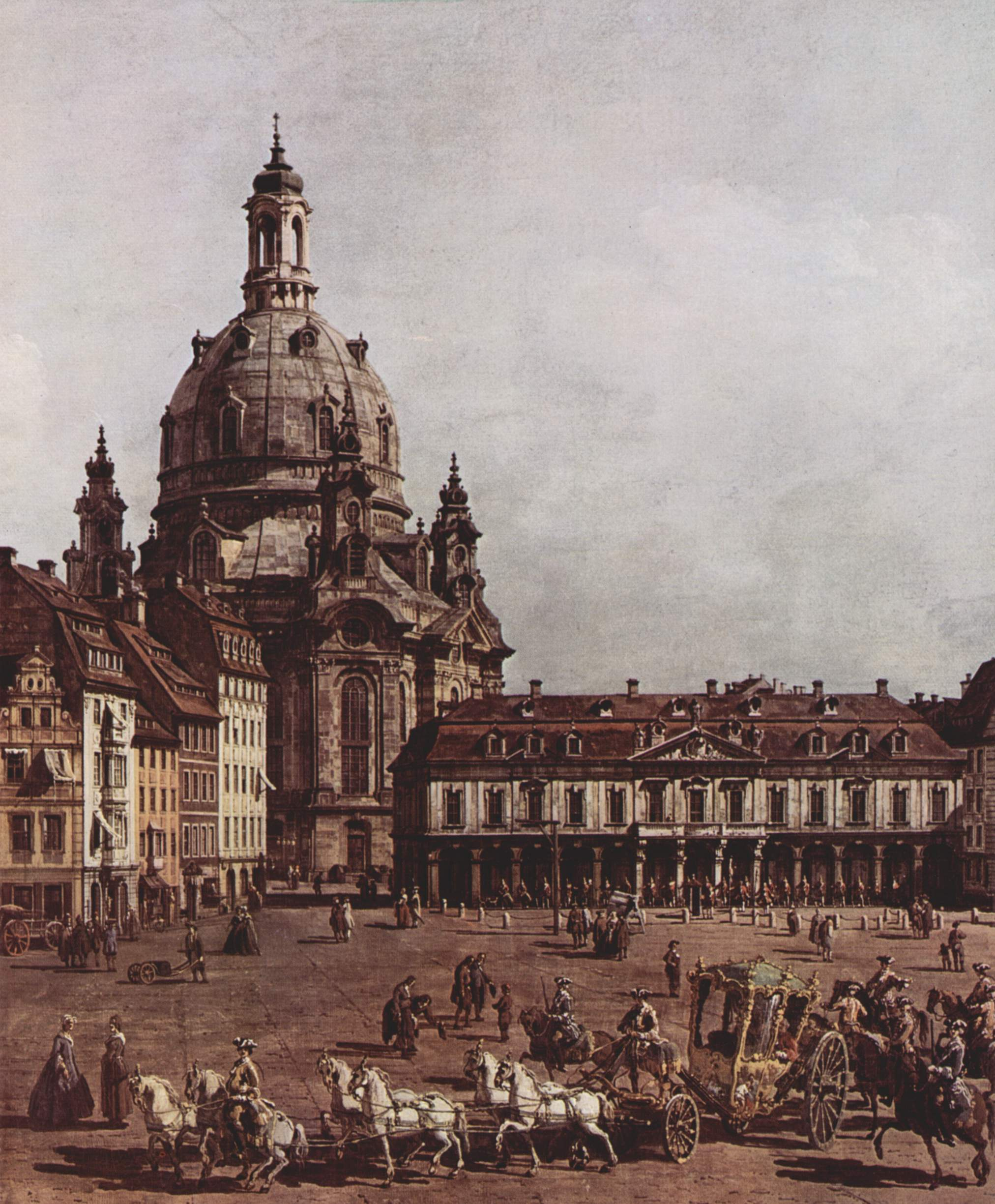
Alte Hauptwache rechts vor der Frauenkirche, auf einem Gemälde von Bernardo Bellotto, um 1750

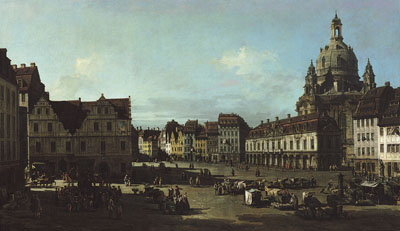
Blick vom Hotel Stadt Rom über den Neumarkt mit altem Gewandhaus (links), Frauenkirche (rechts) und links davor der Alten Hauptwache

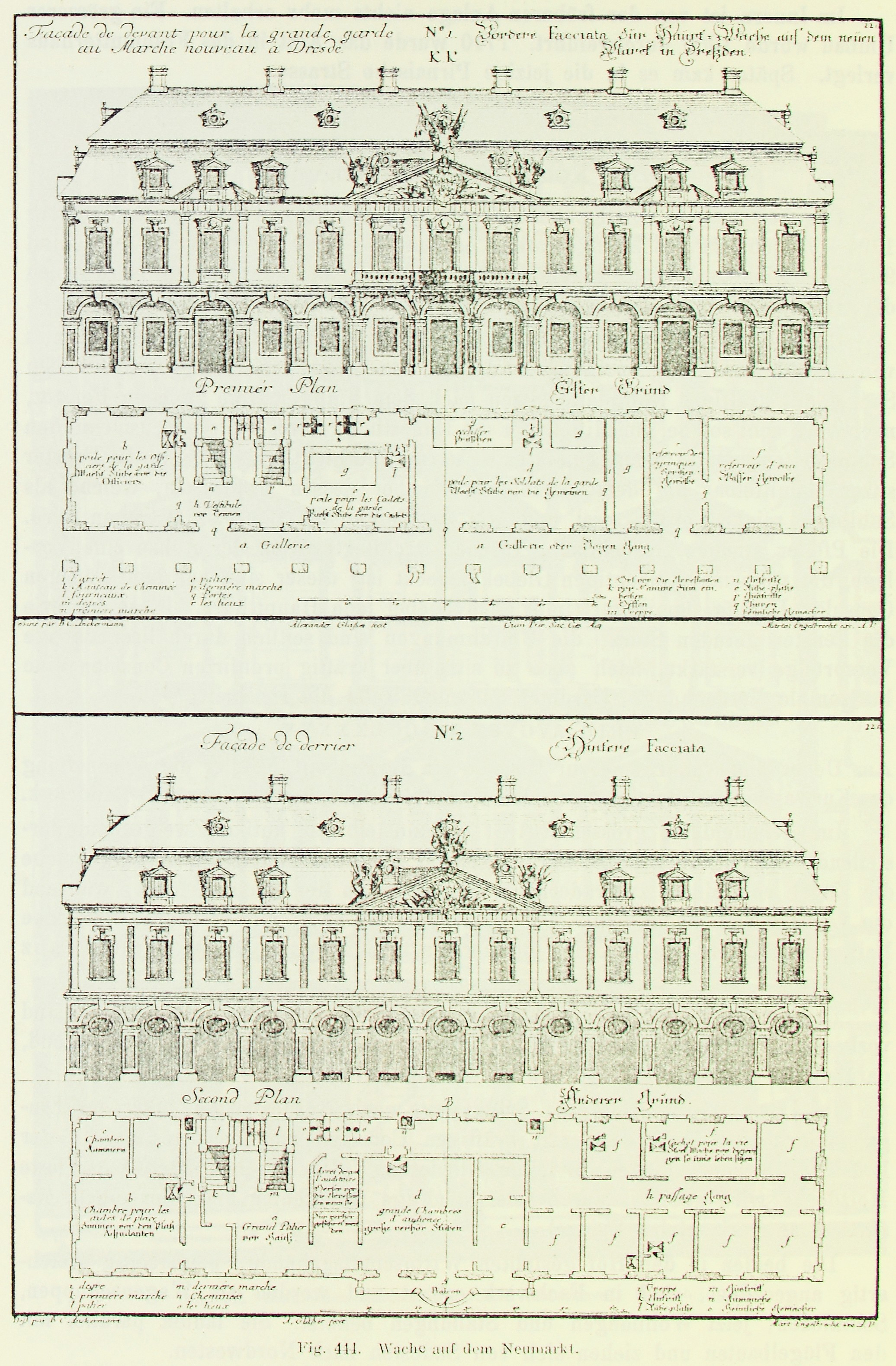
Vorder- und Rückseite der Alten Hauptwache

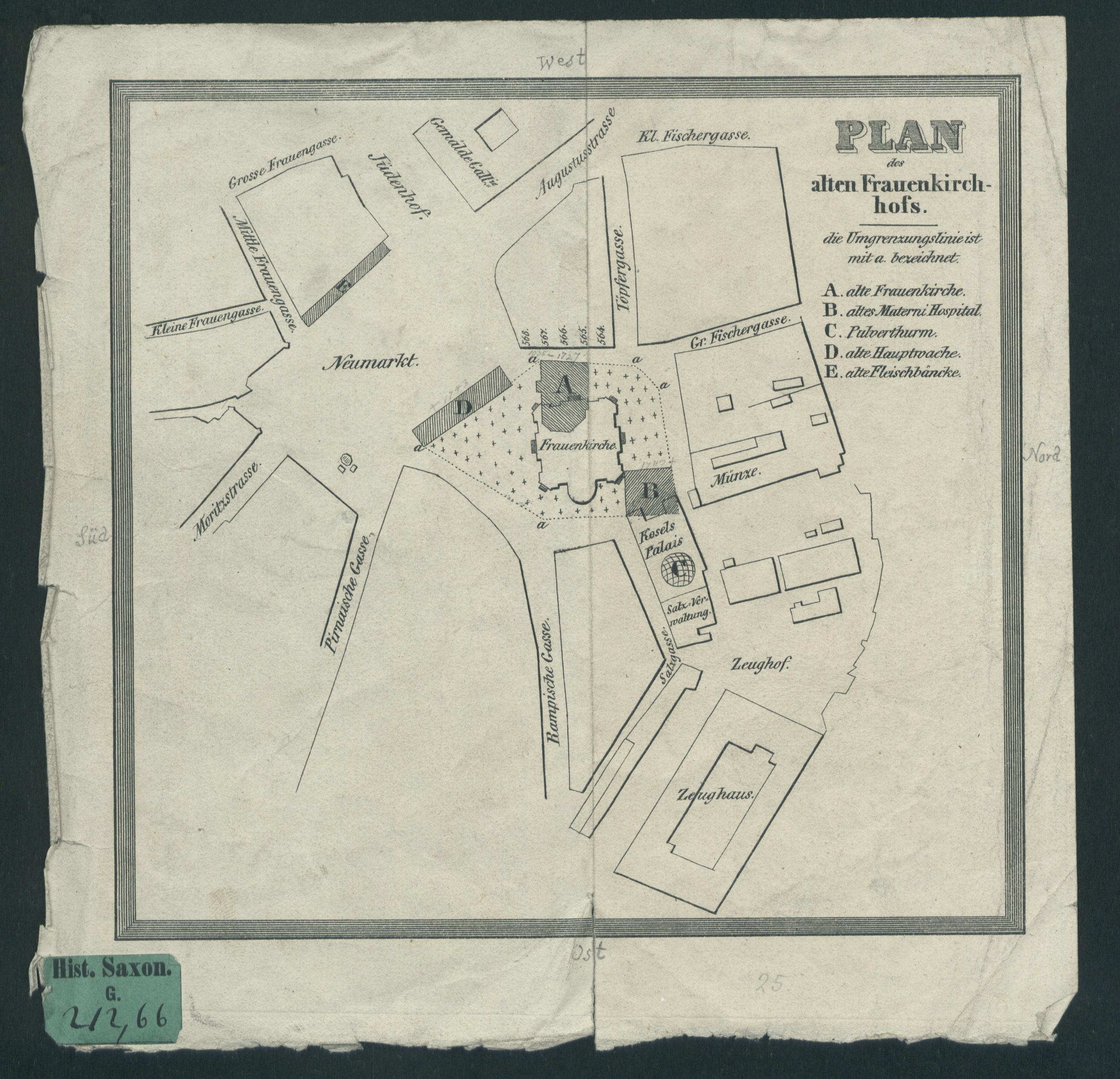
Plan des Frauenkirchhofs mit alter und neuer Frauenkirche sowie der Hauptwache, ca. 1750, gewestet

Die Alte Hauptwache, damals als Corps de Garde, Altstädter Wache bzw. Haupt-Wache bezeichnet, war im 18. Jahrhundert ein Gebäude der örtlichen Polizei am Neumarkt in der Innenstadt von Dresden in unmittelbarer Nähe zur Frauenkirche.

## Standort
Die Alte Hauptwache befand sich in der Inneren Altstadt, also innerhalb der ringförmigen Dresdner Befestigungsanlagen. Durch ihre Lage trennte sie den eigentlichen Neumarkt vom Platz An der Frauenkirche ab. Sie stand im spitzen Winkel zur Flucht der Landhausstraße, nur rund 20 Meter südwestlich des bekannten Kuppelbaus – dort, wo sich heute das Lutherdenkmal befindet.

## Beschreibung
Die Alte Hauptwache war ein länglicher, symmetrischer Bau, der aus zwei Vollgeschossen und einem Mansarddach mit vielen Dachgauben bestand. In ihrer Höhe trat sie hinter die meisten benachbarten Bürgerhäuser zurück. Die Hauptfassade an der Längsseite zum Neumarkt war 13-achsig. Sie bestand aus einem dreifenstrigen Mittelrisaliten und zwei leicht zurückstehenden, je fünffenstrigen Teilen rechts und links davon. Der Mittelrisalit wurde von einem mit Wappen und drei Statuen geschmückten Dreiecksgiebel bekrönt. Das Erdgeschoss zeigte sich mit Arkaden und einem dahinterliegenden Laubengang über die gesamte Gebäudelänge, und Lisenen gliederten das Obergeschoss, vor dem sich im Mittelrisalit ein Balkon befand. Die kurzen Querseiten waren dreiachsig.

## Geschichte
Anfang 1714 war geplant, das alte Dresdner Wachgebäude (Corps de Garde) durch eine modernere und vergrößerte Hauptwache zu ersetzen. Als Standort war der Bereich unmittelbar an der südwestlichen Außenmauer des Frauenkirchhofs vorgesehen, deren Verlauf die Ostfassade des neuen Baus folgt. Standen dort zuvor vor allem Marktbuden, sollte der Neumarkt dadurch auf seiner Ostseite einen zeitgemäßen und repräsentativen Abschluss erhalten. Später ordnete Kurfürst August der Starke darüber hinaus die Auflösung des Friedhofs an. Für den Bau der Hauptwache war ab 1715 aber vorerst nur der Abbruch von 16 Grabstätten nötig. Im gleichen Jahr begann der Bau unter der Leitung von Johann Rudolph Fäsch.
In dem Gebäude war nach seiner Fertigstellung die Dresdner Polizeiwache untergebracht. In seinem Obergeschoss befand sich zudem die Dresdner Garnisonkirche, die später in einem Saal des Dresdner Zeughauses untergebracht war und schließlich in Form der Garnisonkirche St. Martin in der Albertstadt einen eigenen Neubau erhielt. Nachhaltige Bekanntheit erlangte die Alte Hauptwache, da sie auf mehreren, um 1750 entstandenen Gemälden des Malers Bernardo Bellotto, genannt Canaletto, abgebildet ist.
Nachdem bis 1727 die gotische Frauenkirche abgerissen und der Frauenkirchhof aufgelöst sowie bis 1743 die barocke Frauenkirche nach Entwürfen von George Bähr fertiggestellt worden war, wurde bereits wieder der Abriss des Gebäudes geplant. Es teilte nun die beiden Plätze des Neumarkts und um die Frauenkirche und wurde dadurch als störend empfunden. Der Kurfürst wollte außerdem einen ganzheitlichen Blick auf die Frauenkirche erreichen, um sie auf diese Weise imposanter wirken zu lassen. Wie sich später zeigen sollte, kam die Kuppel in der Zeit der Alten Hauptwache aber viel besser zur Geltung, da das flache Gebäude den massigen Unterbau der Kirche teils verdeckte.
Als bei der Belagerung Dresdens durch preußische Truppen während des Siebenjährigen Krieges die Frauenkirche am 19. Juli 1760 zum Ziel von Artilleriebeschuss wurde, erlitt auch die umliegende Bebauung große Schäden. Die Ruine der Alten Hauptwache wurde 1766 und das auf der anderen Neumarktseite gelegene Alte Gewandhaus ebenfalls in der Folge abgerissen und später nicht wieder aufgebaut. Auf diese Weise entstand der noch heute vereinte Platzraum vom Jüdenhof über den Neumarkt bis zur Frauenkirche.
Die Polizeistation der Residenz befand sich danach zunächst in der Galeriewache zwischen Zwinger und Residenzschloss sowie später in der Neuen Hauptwache auf dem Theaterplatz. Der heutige Sitz des Polizeireviers Dresden-Mitte, das Dresdner Polizeipräsidium, befindet sich zwischen Landhaus- und Rampischer Straße, 200 Meter Luftlinie östlich des ehemaligen Standorts der Alten Hauptwache.